# Foltos guvat
A foltos guvat (Pardirallus maculatus) a madarak osztályának darualakúak (Gruiformes) rendjébe és a guvatfélék (Rallidae) családjába tartozó faj.

## Rendszerezése
A fajt Pieter Boddaert holland orvos és ornitológus írta le 1783-ban, a Rallus nembe Rallus maculatus néven.

## Alfajai
- Pardirallus maculatus insolitus (Bangs & Peck, 1908) - Mexikó, Guatemala, Belize, Honduras és Costa Rica
- Pardirallus maculatus maculatus (Boddaert, 1783) - Kolumbia, Venezuela, Trinidad és Tobago, Guyana, Suriname, Francia Guyana, Brazília keleti része, Peru déli része, Bolívia, Chile, Paraguay, Uruguay és Argentína északi része, valamint a Karib-térségben Kuba, Haiti,  a Dominikai Köztársaság, Jamaica és a Kajmán-szigetek

## Előfordulása
Az Amerikai Egyesült Államok, Mexikó, a Kajmán-szigetek, a Dominikai Köztársaság, Kuba, Haiti, Jamaica, Belize, Costa Rica, Guatemala, Honduras, Trinidad és Tobago, valamint Argentína, Bolívia, Brazília, Chile, Francia Guyana, Guyana, Kolumbia, Paraguay, Peru, Suriname, Uruguay és Venezuela területén honos. 
Természetes élőhelyei az édesvízi mocsarak, lápok és tavak. Vonuló faj.

## Megjelenése
Testhossza 28 centiméter.

## Természetvédelmi helyzete
Az elterjedési területe rendkívül nagy, egyedszáma 670-6700 példány közötti és stabil. A Természetvédelmi Világszövetség Vörös listáján nem fenyegetett fajként szerepel.